# Ângela Diniz
Ângela Maria Fernandes Diniz (Belo Horizonte, 1944 - Búzios, 30 de diciembre de 1976) fue una mujer del jet-set brasileño de la década de 1970, asesinada en una casa de la Praia dos Ossos, Búzios (estado de Río de Janeiro) por la persona con la que estaba conviviendo desde tres meses atrás, Doca Street (Raul Fernandes do Amaral Street). El juicio, ampliamente difundido por los medios de comunicación, puso el foco en la moralidad sexual de la mujer, y terminó en un escándalo, cuando el asesino fue condenado a dos años y dejado inmediatamente en libertad, haciendo lugar al argumento de la defensa de que había "matado por amor". La decisión judicial produjo un amplio movimiento feminista de protesta, bajo el lema "quien ama no mata", que obligó a realizar un nuevo juicio en el que el asesino fue condenado a quince años de prisión. El hecho es considerado un hito en la historia del feminismo en Brasil.

## El asesinato

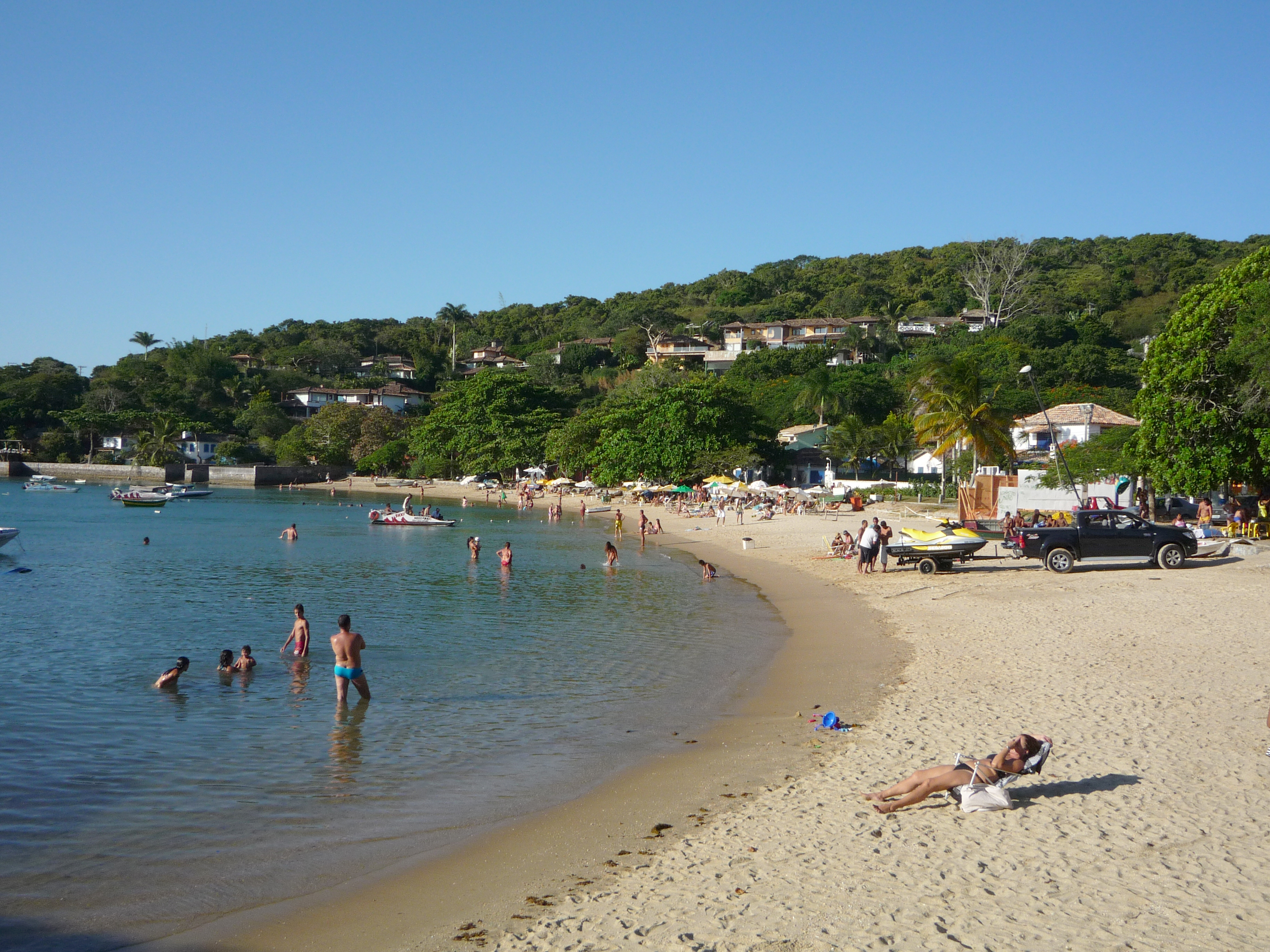
Playa de los Huesos, en Búzios, donde se encontraba la mansión de Ângela Diniz en la que fue asesinada.

En la tarde del 30 de diciembre de 1976, en la Playa de los Osos, del balneario de Búzios, al norte de Río de Janeiro, Raul Fernandes do Amaral Street, conocido como Doca Street, de 43 años, mató de cuatro balazos con una pistola Beretta de su propiedad, a su compañera Ângela Diniz, de 32 años.
Ângela Diniz era una conocida mujer del jet-set brasileño. Ambos estaban veraneando en una casa de Búzios, cuando luego de discutir, Ângela echó a su esposo de la casa. Doca Street salió de la casa, se subió a su auto y luego de andar un trecho, volvió a la casa y con su propia pistola, le pegó cuatro tiros en la cabeza a su compañera, quien falleció en el acto.

## El primer juicio
Doca Street confesó el crimen y fue enjuiciado en 1979 por un tribunal de siete jueces de Cabo Frío (estado de Río de Janeiro). Su abogado fue un famoso criminalista llamado Evandro Lins e Silva. El juicio fue ampliamente cubierto por la Red Globo y en el mismo la defensa buscó convencer a los jueces que el asesinato debía considerarse atenuado por razones emocionales, porque Doca Street habría actuado "en defensa de su honor" y que había "matado por amor".
Durante el juicio se examinó ampliamente la vida sexual de Ângela Diniz, cuestionando su moralidad, revelando experiencias de lesbianismo, sadomasoquismo y ménage à trois, siempre consentidas.
Finalmente el tribunal condenó a Doca Street el 18 de octubre de 1979, por cinco votos contra dos, a dos años de prisión en suspenso por homicidio culposo, quedando en libertad.

## El movimiento feminista
El escandaloso fallo favorable al asesino de Ângela Diniz produjo el primero de una serie de movimientos feministas de protesta contra los feminicidios, en las calles, bajo el lema "el que ama no mata", lema tomado a su vez como respuesta el argumento de la defensa de Doca Street de que había "matado por amor". La presión del movimiento feminista llevó a un nuevo juicio.

El asesinato de Angela Diniz sería apenas el primero de una serie, que llevó a las feministas a las calles para protestar con el eslogan "Quien ama no mata", que acabó siendo el título de una miniserie de TV, mostrando una problemática que ya movilizaba a la opinión pública de país. El juicio por el asesinato de Angela Diniz, el primero en recibir una intensa cobertura de los medios, terminó siendo un hito en la historia del feminismo brasileño y, más especialmente, de lo que sería uno de sus principales banderas de lucha: la violencia contra la mujer.
Miriam Pillar Grossi

## El nuevo juicio
En 1981 Doca Street fue sometido a un nuevo juicio y condenado a 15 años de prisión. El juicio fue seguido presencialmente por la activistas feministas, que organizaron una vigilia y reclamaron condena y prisión para el asesino, estallando en aplausos al conocerse la sentencia. Mientras que en el primer juicio, predominó una cobertura mediática de tono machista, basado en la vida sexual de la víctima, ya en el segundo juicio, la presión del movimiento feminista impuso un encuadre de sentido basado en el asesinato mismo y la invalidez del argumento emocional para justificarlo.

Los contenidos (de los medios de comunicación) transmitidos cuando ocurrió el crimen, en enero de 1977, accionaron un encuadramiento que privilegió la recuperación del pasado de Ângela Diniz y de los escándalos en los que había estado envuelta. Era un encuadramiento que, de modo general, convocaba a los lectores a "ver" a Ângela como una transgresora de valores, porque priorizaba su comportamiento "desviado" en detrimento del acto criminal de Doca. En ese marco de sentido, accionado desde un lugar de habla machista, la honra masculina surge como valor máximo a ser preservado.

En un segundo momento, en noviembre de 1981, época del juicio que resultó en la condena de Doca, los medios accionaron desde otro marco de sentido. Esta vez, el encuadramiento privilegió el activismo de los movimientos feministas, que llevarían a influenciar la decisión del jurado. Fue un encuadramiento favorable a Ângela, más combativo, enfocado menos en aspectos morales y más en aspectos políticos. Predominó el tono de indignación sobre la violencia contra la mujer. En ese segundo encuadramiento, no es más la honra, y si la vida, la que emerge como valor a ser preservado. Derecho a la vida y a elegir.
Cecília Lana

En 2006, Street publicó el libro Mea Culpa, sobre su versión emocional del asesinato.
La vida de Ângela iba a ser el tema de un film dirigido por Roberto Farias, en el que Deborah Secco desempeñaría el papel principal., pero la película no llegó ser realizada.